# Personaggi di DuckTales
Quello che segue è un elenco di personaggi del franchise animato Disney DuckTales, tra cui la serie originale del 1987 e il reboot del 2017, oltre a un film cinematografico e una varietà di prodotti come videogiochi e fumetti. Prima che nella serie, molti dei personaggi erano apparsi nelle storie a fumetti di Uncle Scrooge, in particolare quelle create da Carl Barks.

## Protagonisti

### Paperon de' Paperoni
Paperon de' Paperoni (Scrooge McDuck), chiamato semplicemente Paperone o Zio Paperone dai famigliari, è il papero più ricco del mondo e il protagonista della serie. Paperone è costantemente alla ricerca di modi per aumentare ulteriormente la sua ricchezza facendo affari o andando a cacciare tesori. Come il suo nome originale lascia intendere, è basato su Ebenezer Scrooge, da cui ottiene anche buona parte del carattere. Nacque in Scozia, in una famiglia caduta in povertà nei secoli. A dieci anni guadagnò la sua prima moneta mentre faceva il lustrascarpe: un decino americano denominato "la Numero Uno", che lo spinse a non farsi più turlupinare o battere dagli altri e a girare il mondo per fare fortuna, iniziando propriamente la sua scalata verso la ricchezza facendo il cercatore d'oro nel Klondike. Alla fine si stabilisce a Paperopoli, di sua proprietà, ed erige il suo famoso Deposito dove contenere i suoi soldi dove farci il bagno.
Nella serie originale del 1987 sfoggia una giacca blu con polsini e colletto rossi. Segue un carattere e una storia fedele a come lo aveva dipinto Barks. Quando suo nipote Paperino si imbarca per la Marina, Paperone si ritrova costretto a badare ai nipotini Qui, Quo e Qua, la cui presenza aprirà pian piano i suoi sentimenti, facendogli mettere da parte la sua proverbiale avarizia in favore della famiglia. È doppiato in inglese da Alan Young e in italiano da Gigi Angelillo.
Nel reboot del 2017, l'antefatto di Paperone è leggermente diverso. È conosciuto come un esperto "capitalista d'avventura", che era solito condurre avventure con i suoi nipoti: Paperino e Della. Tuttavia, a seguito di un incidente, Della si perse nello spazio. Paperino e Paperone si allontanarono e il miliardario divenne più cupo e chiuso. Dieci anni dopo questo incidente, Paperone riacquista la scintilla dell'avventura quando viene riunito con Paperino e presentato ai suoi pronipoti per la prima volta. Il reboot lo vede indossare una giacca rossa con tasche a vista e polsini e colletto neri, come nei fumetti, seguendo in particolare la caratterizzazione di Don Rosa e, di conseguenza, ottiene altri dettagli al suo passato che ricalcano la Saga di Paperon de' Paperoni. Come nei fumetti, viene più volte accennato che la sua età supera i cento anni, e viene spiegato che, tra maledizioni e avventure mistiche che contorcono il tempo, è riuscito a sopravvivere alla vecchiaia. In questa serie è doppiato in inglese da David Tennant e in italiano da Fabrizio Vidale.

### Qui, Quo e Qua Duck
Qui, Quo e Qua (Huey, Dewey, and Louie Duck) sono i gemelli di Della Duck, nipoti di Paperino e pronipoti di Paperone. Giocosi e birichini, sono membri delle Giovani Marmotte, cosa che non impedisce loro di combinare scherzi, specialmente a Paperino. Nel reboot, i loro nomi completi sono Hubert "Jet" Duck, Dewford Deuteronomy Dingus "Turbo" Duck e Llewellyn "Rebel/Ribelle" Duck.
Nella serie originale del 1987 i gemelli vengono portati da Paperone per stare con lui mentre lo zio parte per entrare in marina. Identici nell'aspetto, indossano abiti uguali, un berretto e un maglione, con l'unica differenza nel colore: Qui indossa il rosso, Quo il blu e Qua il verde. Questo schema fu poi usato nelle successive apparizioni dei gemelli. Una piccola nota sul loro carattere viene anche stabilita in questa serie: Qui è il leader del gruppo, Quo è il più furbo del gruppo e Qua è il più atletico. Nei fumetti venne specificato che furono affidati a Paperino in quanto la madre Della si stava occupando del marito in ospedale. Al fianco del grande cacciatore di tesori, i paperini partecipano a diverse avventure, sbaragliando chiunque li ostacoli tramite il loro gioco di squadra. In questa serie Qui, Quo e Qua sono doppiati in inglese da Russi Taylor e in italiano rispettivamente da Roberta Paladini, Giuppy Izzo e Paola Giannetti nella prima stagione, mentre da Laura Lenghi nelle successive.
Nel reboot del 2017, Qui, Quo e Qua sono stati differenziati in aspetto, voci e personalità ma mantengono il colore: Qui, la mente del gruppo e il più serio e ragionevole dei tre, indossa una maglietta rossa a maniche corte e un berretto dentro il quale conserva il manuale delle GM; Quo, il più avventuroso e impulsivo, indossa una maglietta blu a maniche lunghe; Qua, il più avido e pigro del gruppo, indossa una felpa verde con cappuccio. Sebbene tutti e tre siano birichini e subdoli con Paperino, sono grandi ammiratori della fortuna di Paperone, delle leggende che lo circondano e delle sue avventure. Con la madre dispersa sin prima che i tre nascessero, Paperino decide di occuparsi di loro, proteggendoli da qualsiasi cosa. Inizialmente il trio viene portato da Paperone mentre Paperino partecipa a un colloquio di lavoro, ma dopo aver rinnovato il suo spirito per l'avventura, il trio e Paperino si trasferiscono con lui e lo accompagnano nelle sue nuove avventure. Durante la permanenza, Quo inizia a fare delle ricerche sulla madre, rivelandone il segreto dietro la sua scomparsa alla fine della prima stagione e riunendosi con lei nella seconda. Nel reboot sono doppiati in inglese rispettivamente da Danny Pudi, Ben Schwartz e Bobby Moynihan, mentre in italiano da Paolo De Santis, Alessio Puccio e Massimiliano Alto.

### Gaia Vanderquack
Gaia Vanderquack (Webbigail "Webby" Vanderquack) è la nipote di Bentina Beakley, che è la sua nonna materna. Gaia è stata creata apposta per la serie animata ed è basata su Emy, Ely ed Evy, dettaglio che il reboot prenderà spunto per il suo finale.
Nella serie del 1987 indossa tipicamente una camicia e un grande fiocco rosa, è solitamente timida e all'inizio ha spesso difficoltà a essere accettata dai nipotini di Paperone, ma in seguito i gemelli finiscono per considerarla come una sorella adottiva. In questa serie è doppiata in inglese da Russi Taylor, mentre in italiano da Antonella Rinaldi nelle prime tre stagioni e da Antonella Baldini nella quarta.
Nel reboot del 2017 Gaia è leggermente più grande, perdendo il suo carattere infantile e assumendone uno da ragazzina. Indossa un gilet rosa e viola, una gonna viola e un fiocco più piccolo sul lato destro. I nipoti la trovano leggermente intimidatoria al loro primo incontro. Successivamente Gaia stringerà una forte amicizia con Lena (nipote di Amelia) e la colibrì Violet. Nel finale si scopre che Gaia è in realtà un clone creato dalla FOWL, più precisamente da Airone Nero, partendo da una piuma di Paperone in modo che grazie a lei potessero rientrare in possesso del Papiro delle Leghe, andato perso "finché il diretto erede dei De' Paperoni non l'avrebbe ritrovato". Airone crea così il clone Emy, ma durante un'incursione della SHUSH, Emy viene portata via dall'Agente 22, ovvero Bentina Beakley, intenzionata a salvare la piccola creatura da qualsiasi esperimento fosse sottoposto e darle una vita felice, spacciandola per sua nipote. Tuttavia, Airone rientra poi in possesso di una piuma di Gaia e crea altri due cloni, soprannominati Ely e Evy, che saranno infine adottate da Paperino e Paperina. In questa serie è doppiata in inglese da Kate Micucci e in italiano da Monica Bertolotti, mentre Ely e Evy sono doppiate in inglese da Noël Wells e Riki Lindhome e in italiano da Vittoria Bartolomei e Agnese Marteddu.

### Jet McQuack

Jet McQuack nell'episodio Un eroe a noleggio della serie del 1987

Jet McQuack (Launchpad McQuack) è il pilota di Paperone, abile ma un po' incompetente, raramente riesce ad atterrare in sicurezza e di solito si schianta, venendone fuori però sempre illeso. Altro personaggio originale, creato per prendere il posto di Paperino, durante la sua assenza nella serie originale.
Nella serie originale del 1987 usa il motto "Se ha le ali, posso farlo precipitare" e rivela negli episodi successivi di essere di discendenza irlandese e di avere un antenato che fu coinvolto nella Guerra Civile. Il suo aspetto fisico è piuttosto robusto, con dei vestiti simili a quelli dei piloti dell'era antica tra cui un berretto di pelle con occhiali da volo, una sciarpa da aviazione e una giacca da volo marrone con pantaloni marrone chiaro. Nella serie si scopre che Jet è figlio di una famiglia di grandi aviatori. In passato durante una delle loro più grandi acrobazie, Jet fu l'unico della famiglia a non riuscire nell'impresa, andandosi a schiantare. Per la pessima figura fatta, Jet si sentì umiliato e di avere deluso la famiglia. Non sopportando tale vergogna, decise in ultimo di andarsene per cercare una nuova vita. I genitori in realtà non diedero mai peso alla cosa, e anzi si preoccuparono per la scomparsa del figlio. Quando poi Jet incontrerà nuovamente i suoi genitori e sua sorella, essi gli chiarirono di non essere mai stati delusi di lui e di avergli sempre voluto bene, incoraggiandolo a rialzarsi e a reagire. Il personaggio è poi diventato uno dei protagonisti di Darkwing Duck. In entrambe le serie, Jet è doppiato in inglese da Terence McGovern, mentre in italiano da Carlo Reali nei primi 98 episodi della serie DuckTales e da Roberto Pedicini negli ultimi due episodi della quarta stagione e nello spin-off Darkwing Duck.
Nel reboot di DuckTales del 2017, Jet inizialmente lavora come autista di limousine per Paperone prima di essere incaricato di pilotare diverse imbarcazioni oltre agli aerei. Mentre il suo aspetto fisico è lo stesso del suo omologo del 1987, indossa un completo che ricorda quello dei piloti commerciali privati degli anni quaranta e cinquanta, tra cui un cappellino da baseball, una giacca di pelle con collo foderato di pelliccia, una maglietta verde e pantaloni bianchi; il vecchio vestiario, invece, viene dato a Della. Instaura un buon rapporto di amicizia con Quo e ha un debole per Penumbra. In questa serie è doppiato in inglese da Beck Bennett e in italiano da Massimo Bitossi.

### Bentina Beakley
Bentina Beakley (Mrs. Beakley), chiamata frequentemente Tata da tutti, è la domestica, la governante e la tata della famiglia e la nonna materna di Gaia. Altro personaggio originale della serie.
Nella serie originale del 1987 viene mostrata molto dolce con la nipotina, e indossa un vestito viola e un grande grembiule bianco sul davanti e due spille per mantenere la pettinatura. Dimostra a volte un carattere autoritario. In questa serie è doppiata in inglese da Joan Gerber, mentre in italiano da Germana Dominici nella maggior parte della serie e da Paila Pavese negli ultimi due episodi.
Nel reboot del 2017 il suo personaggio è più pratico degli altri residenti di Villa de' Paperoni, offrendo spesso consigli a Paperone e ai bambini, sebbene si offenda per essere trattata come segretaria del suo datore di lavoro. Il suo aspetto fisico è simile alla sua controparte del 1987, anche se non ha forcine, mentre indossa vestiti simili a una bambinaia e ha un grembiule intorno alla vita, inoltre, mentre la tata della serie originale era solo in carne, quella del reboot è robusta e muscolosa. Nel primo episodio è protettiva nei confronti di Gaia, ma alla fine accetta di farla partecipare alle avventure di Paperone, tuttavia tende a nasconderle qualcosa del suo passato, questo perché Tata la portò via da un laboratorio della FOWL, in quanto era uno dei loro cloni. Nei flashback dell'episodio a lei dedicato, si scopre che conobbe Paperone quando era operativa come un'agente segreta dello S.H.U.S.H., col nome in codice di Agente 22, successivamente ne divenne momentaneamente la direttrice, al ritiro di Pico. In questa serie è doppiata in inglese da Toks Olagundoye e in italiano da Barbara Castracane.

### Paolino Paperino
Paolino Paperino (Donald Duck) è un personaggio Disney classico che, come spiegato nei fumetti, si è occupato dei suoi nipoti Qui, Quo e Qua dopo che sua sorella Della si è dovuta assentare per occuparsi del marito in ospedale. Caratterizzato dalla giubba e il cappello da marinaio, la gracchiante voce quasi incomprensibile e un carattere irascibile.
La sua apparizione nella serie del 1987 fu minimizzata a causa del tempo trascorso sotto i riflettori dell'animazione, al fine di dare maggiore attenzione a Paperone e ai ragazzi. In tale serie lascia i suoi nipoti a Paperone per arruolarsi in Marina, facendo occasionali apparizioni in alcuni episodi della prima stagione.
Nel reboot del 2017, le apparizioni di Paperino sono state aumentate in modo significativo per coinvolgerlo nelle avventure di Paperone e dei suoi nipoti, che includono la modifica di una parte dell'antefatto tra lui, sua sorella e suo zio: essi erano soliti avventurarsi insieme, fino a quando Della si era persa nello spazio, a causa di un razzo di Paperone, e i due non si sono parlati per dieci anni. Paperino si ritrova, così, a badare ai figli di sua sorella, crescendoli con molta sicurezza. Dopo che Paperino scopre che i suoi nipoti progettano di causare qualche guaio con la loro casa galleggiante mentre sono soli, si riunisce a malincuore con Paperone per convincerlo a fare da babysitter ai suoi nipoti. Dopo che un incidente lo ha portato a essere coinvolto in una nuova avventura con Paperone, Paperino accetta di trasferirsi con la sua famiglia a Villa de' Paperoni, pur cercando di mantenere la sua indipendenza. Come nei fumetti, i tratti del personaggio principale di Paperino sono la sua sfortuna e il suo carattere irascibile, pur cercando di essere un buon genitore per i suoi nipoti. Nella seconda stagione, gli viene regalata una vacanza ai Caraibi per potersi rilassare, ma vedendo il razzo di Della, tornata finalmente a casa, finisce con l'essere spedito anche lui nello spazio, dove viene imprigionato dai Lunari. Dopo essere riuscito a scappare viene poi ritrovato dalla sorella, i ragazzi e i cugini durante l'invasione lunare.
Paperino è doppiato in inglese da Tony Anselmo in entrambe le serie, mentre in italiano da Franco Latini in quella del 1987 e da Luca Eliani in quella del 2017. Il giovane Paperino è invece doppiato da Russi Taylor e Cristina Vee in originale e da Davide Garbolino in italiano.

### Della Duck
Della Duck è la madre di Qui, Quo e Qua e la sorella gemella di Paperino. Mentre il personaggio era precedentemente apparso in pochi fumetti Disney, la serie DuckTales del 2017 segna la sua prima apparizione sullo schermo.
Prima degli eventi della serie, era solita andare all'avventura con suo fratello e suo zio, e proprio come Paperino indossa principalmente una camicia da marinaio, Della sfoggia in genere un completo da pilota. I suoi figli sono cresciuti senza conoscere la madre e la prima stagione vede gli anatroccoli che indagano sulla sua scomparsa. Di conseguenza appare solo in foto e dipinti per gran parte della prima stagione, facendo la sua prima apparizione importante nel franchise in una serie di storie flashback nei numeri 2 e 3 del fumetto DuckTales pubblicato da IDW Publishing. Alla fine i gemelli scoprono che, pochi giorni prima della loro schiusa, Della era decollata con un'astronave costruita da Paperone, la Lancia di Selene, che voleva regalarle alla schiusa dei ragazzi, ma Bradford glielo mostrò prima del dovuto, intenzionato a farla sparire. Quando era finita in una tempesta cosmica, Paperone aveva cercato di guidarla attraverso di essa, ma il contatto con la Lancia era andato perso. Paperino, incolpando Paperone della scomparsa della gemella, aveva interrotto ogni contatto con suo zio e aveva allevato i gemelli da solo, mentre Paperone aveva trascorso anni a cercare sua nipote fino a quando il suo consiglio di amministrazione non gli aveva tagliato le spese. Nel finale della prima stagione viene mostrata viva e vegeta, anche se bloccata sulla Luna e incapace di contattare la Terra. Il suo destino dopo l'incidente viene visto nella seconda stagione: avendo perso la gamba sinistra, aveva costruito una protesi sostitutiva ed era riuscita a sopravvivere usando la gomma Oxy-Chew di Archimede, che le aveva fornito ossigeno, acqua e sostanze nutritive, insieme alle sue abilità come ex Giovane Marmotta. Dieci anni dopo l'incidente aveva incontrato la civiltà nascosta dei Lunari. Alla fine è in grado di tornare sulla Terra, ignara del fatto che i Lunari abbiano dichiarato guerra alla Terra e che la sua astronave abbia lasciato la Terra con Paperino a bordo, e si riunisce con la sua famiglia (senza Paperino, fino agli eventi de "L'invasione lunare"). Come visto in "Natale in famiglia", Della e Paperino hanno vissuto con Paperone alla Villa de' Paperoni durante la loro infanzia e, quando era infastidito da sua sorella, Paperino era solito insultarla chiamandola "Sciocchella" (Dumbella in inglese, un riferimento al suo nome nel corto animato del 1938 I nipoti di Paperino). È doppiata in inglese da Paget Brewster, mentre in italiano da Tiziana Avarista da adulta e da Margherita De Risi da adolescente.

## Personaggi secondari

### Apparsi in entrambe le serie
- Archimede Pitagorico (Gyro Gearloose) è un grande inventore, anche se un po' imbranato, che spesso lavora per Paperone, progettando qualsiasi cosa dai raggi di trasferimento alle macchine del tempo. Nella serie originale del 1987, rispecchia fedelmente la sua controparte fumettistica: spesso le sue invenzioni aiutano a guidare la trama di un episodio, in quanto non sempre funzionano come progettato quando qualcuno tenta di usarle. In questa serie Archimede è doppiato in inglese da Hal Smith mentre in italiano da Gil Baroni e da Michele Kalamera (solo negli episodi dal 95 al 100).
Nella serie del 2017 Archimede, più arrogante e impaziente della sua versione classica, viene assunto da Paperone come capo della ricerca e sviluppo, lavorando in un laboratorio segreto sotto il Deposito. Una gag ricorrente vede lui preoccuparsi di come le sue invenzioni possano diventare malvagie, una preoccupazione spiegata nella terza stagione: all'epoca allievo di uno scienziato pazzo giapponese, questi riprogrammò la sua creazione per portare caos e distruzione in città. In questa serie è doppiato in inglese da Jim Rash e in italiano da Gianfranco Miranda.
  - Edi (Little Bulb/Little Helper) è un'invenzione di Archimede che gli fa da assistente; un piccolo robot umanoide (muto) con una lampadina per testa. Nella serie originale, il suo ruolo è reso minimo e quasi assente, visto che la sua presenza è quasi spesso senza un ruolo fondamentale.
Nella serie del 2017, risulta tra le invenzioni malvagie di Archimede, ma solo perché gli era stata messa una lampadina più potente di quanto ne poteva sopportare. Inoltre, differentemente dalla sua controparte del 1987, Edi ha un ruolo più importante, risultando essenziale in alcune trame riguardanti Archimede o Fenton, e possiede un carattere più tosto.
- Fenton Paperconchiglia (Fenton Crackshell), alias Robopap (Gizmoduck), è un altro personaggio originale della serie. Si tratta di un assistente di Paperone molto impacciato che, grazie a un'invenzione di Archimede, diventa pure un supereroe (con quale caratteristica simile a Paperinik). Per trasformarsi nel supereroe usa un codice vocale che in inglese è "Blathering Blatherskite" ma che nell'edizione italiana della serie 1987, varia spesso in base all'episodio ("Incantesimo", "Blablapapero" o "Blaterare"), mentre nella serie 2017 usa un'esclamazione ("Fanfaluca Ciarlante", derivante dalla versione inglese "Blathering Blatherskite"). Nella serie del 1987, viene assunto come contabile di Paperone nella seconda stagione. Può contare con una velocità incredibile, ma generalmente è incompetente in quasi tutto il resto. Inoltre, i suoi abituali tentativi di correggere i propri errori tendono a peggiorare le cose finché non ha successo. Esibisce una personalità notevolmente diversa nel suo ruolo di Robopap, in quanto il suo abito ad alta potenza gli dà il coraggio di prendere decisioni audaci e di agire come un leader forte e un eroe. Come Jet, appare anche in Darkwing Duck, anche se con un nome diverso: Roboduck. È doppiato in inglese da Hamilton Camp sia in DuckTales sia in Darkwing Duck, mentre in italiano da Massimo Rinaldi in DuckTales e da Pino Ammendola e Giovanni Petrucci in Darkwing Duck.
Nella serie del 2017 viene reinterpretato come uno stagista latino-americano (facendo sì che il suo piumaggio cambi da bianco a marrone) di nome Fenton Paperconchiglia-Cabrera (Fenton Crackshell-Cabrera) alle dipendenze di Archimede, che non ripone nessuna fiducia in lui e tenta sempre di rimpiazzarlo, accettando con molta fatica il suo ruolo come Robopap, la cui identità è nota a molti, invece che essere mantenuta segreta solo a Jet, Paperone e sua madre, come nella serie originale. Un suo probabile antenato - lo sceriffo Mareshall Cabrera (Marshall Cabrera in originale) - appare nell'episodio della seconda stagione Paperone contro Rockerduck. È doppiato in inglese da Lin-Manuel Miranda[8] e in italiano da Marco Baroni.

- Archie (Duckworth) è il maggiordomo e autista di lunga data di Paperone, il tuttofare di Villa de' Paperoni e un membro importante dello staff del miliardario. Ennesimo personaggio originale, basato largamente su Firmino. È l'unico domestico di Villa de' Paperoni fino all'assunzione di Bentina Beakley. Nonostante il suo nome originale includa "Duck", è un cane antropomorfo. Archie appare dall'inizio della serie come personaggio secondario, ma è protagonista dell'episodio "Verdure stellari" e del segmento "I Bassotti in fuorigioco". 
Nel reboot del 2017 il personaggio è morto anni prima dell'inizio della serie, e viene detto fosse stato l'unico a organizzare feste per Paperone. Nell'episodio "Mistero alla villa De' Paperoni" viene richiamato in forma di fantasma da Nik Notturno, e alla fine torna ai suoi doveri come maggiordomo di Paperone.
È doppiato in inglese da Chuck McCann nella serie del 1987 e da David Kaye in quella del 2017, mentre in italiano da Raffaele Uzzi in entrambe le serie, eccezion fatta per l'episodio 37 della serie del 1987, in cui è doppiato da Mario Bardella.
- Goldie (Goldie O'Gilt), alias Scintillante Goldie (Glittering Goldie), meglio conosciuta in italiano come Doretta Doremì, è l'interesse amoroso di Paperone. Nella serie del 1987, raffigurata fedelmente alla sua controparte fumettistica (eccezion fatta per il corpo non mingherlino), appare per la prima volta nell'episodio "Ritorno al Klondike", dove viene spiegato di come fosse ballerina di un saloon a Dawson City, quando conobbe Paperone, che, accusandola di averlo derubato, la fece lavorare nella sua concessione, dove instaurarono un rapporto sentimentale. Riappare da allora in altri episodi, spesso in una breve apparizione, come nell'episodio "Le nozze di Paperone", dove viene contatta da Qui Quo e Qua e Gaia che gli raccontano di come Paperone abbia perso la testa per un'altra donna che si è rivelata crudele e malvagia e di venire in loro aiuto di conseguenza dopo aver appurato ciò Goldie alla fine non solo interrompe il matrimonio ma insegue Paperone con un fucile per averla tradita, ma riottiene un ruolo importante nell'episodio "Lassù sui monti paperi", dove viene corteggiata da Paperone e Famedoro affinché possano avere una sua concessione piena di alberi dorati. In questa serie è doppiata in inglese da Joan Gerber e in italiano da Ludovica Modugno e Rita Di Lernia. 
Nella serie del 2017 è un personaggio ricorrente che Paperone descrive come la sua ex-fidanzata, ex-compagna, ex-collega ed ex-nemica. Nell'episodio "Il mistero del Fosso dell'Agonia Bianca", la sua storia è cambiata con il particolare che Paperone e lei rimasero congelati nel ghiaccio durante il periodo di lavoro nella concessione, dove si rubarono metà di una mappa. Oltre ad avere un carattere che si rifà alla versione di Don Rosa, in cui è molto più subdola e che passa il tempo a rubare, invece che passare la vecchiaia a Dawson, come nei fumetti nella serie originale, è un'avventuriera come Paperone, incontrandolo più volte nei suoi viaggi e mantenendo atteggiamenti ambigui nei suoi confronti: prova decisamente dei sentimenti per lui e in delle occasioni lo salva, ma non manca mai di provare a derubarlo. Nella seconda stagione, instaura un rapporto materno con Qua mentre le fa da insegnante. È doppiata in inglese da Allison Janney.[9], mentre in italiano è doppiata da Stefania Giacarelli.
- Gastone Paperone (Gladstone Gander) è il cugino di Paperino che, con gran fastidio dei suoi parenti, è immancabilmente fortunato. Appare in due episodi della prima stagione della serie del 1987. Nel primo fa solo un cammeo alla festa di compleanno di Paperone, e nel secondo, Amelia usa la sua fortuna per rubare la Numero Uno, facendolo diventare sfortunato (in quanto ha usato il suo potere per compiere una cattiva azione), finché non recupera la moneta. In tale serie è doppiato in inglese da Rob Paulsen e in italiano da Gianni Williams. 
Nella serie del 2017 è introdotto nell'episodio "La casa di Gastone il fortunato", dove è imprigionato in un casinò a Macaw affinché il proprietario assuma tutta la sua fortuna, finché non assapora la sfortuna di Paperino, sparendo nel nulla e compare poi brevemente in altre occasioni, in cui non manca di sfoggiare la sua fortuna. Per la prima volta, inoltre, Qui, Quo e Qua si riferiscono a lui come "zio" e non come "cugino". Viene doppiato in inglese da Paul F. Tompkins e in italiano da Vladimiro Conti.
- Pico De Paperis (Ludwig Von Drake) è lo zio di Paperino e cognato di Paperone, nonché uno scienziato e autoproclamato esperto universale. Nella serie del 1987, Pico appare solo nell'episodio "Il vello d'oro" in qualità di psicologo di Jet. 
Nel reboot del 2017, appare soltanto tramite flashback o registrazioni, in quanto nel periodo in cui si svolge la serie pare essere passato a miglior vita. In passato era il capo dell'agenzia spionistica S.H.U.S.H. nonché vecchio amico di Paperone, con cui costruì un caveau in cui preservare tutto ciò che il pianeta ha bisogno in caso di un'apocalisse, che ha poi lasciato ai suoi tre figli. Nel finale si scopre che Pico è in realtà vivo e tenuto prigioniero da Bradford affinché lo aiuti nel suo progetto di "dominio/controllo" mondiale.
In entrambe le occasioni è doppiato in inglese da Corey Burton, mentre è doppiato in italiano da Gil Baroni nella serie del 1987 e da Gerolamo Alchieri nel reboot del 2017.
- Miss Emily Paperett (Mrs. Featherby) è la segretaria di Paperone. Appare brevemente in tre episodi della serie del 1987 e nel film. È doppiata in inglese da Joan Gerber, Tress MacNeille e Susan Blu, mentre nel film da June Foray; in italiano invece è doppiata da Isa Bellini nella terza stagione e nel film. 
Nella serie 2017, dove in originale è chiamata Mrs. Quackfaster, esordisce nell'episodio "Caccia alla Numero Uno", dove è l'archivista e bibliotecaria personale di Paperone che lo ha servito negli ultimi cinquant'anni. Dedita al suo lavoro fino all'ossessione, è perfettamente disposta a terrorizzare i bambini se rifiutano di ascoltare le sue bizzarre regole. Dona a Quo e Gaia degli indizi su come scoprire la verità dietro la scomparsa di Della. Nella seconda stagione si scopre che lavora anche presso la biblitoeca pubblica di Paperopoli per arrotondare[10]. È doppiata in inglese da Susanne Blakeslee e in italiano da Antonella Giannini.
- Tonty (Doofus Drake), un giovane ragazzo obeso e non molto intelligente. Altro personaggio originale della serie. Appare nella prima stagione della serie del 1987, dove è un amico di Qui, Quo e Qua, una devota Giovane Marmotta e compagno di Jet (che ammira fin quasi al delirio). In generale, Tonty è un personaggio piuttosto ottuso e goffo, con un atteggiamento positivo insaziabile come il suo appetito. Tonty è anche caratterizzato dal suo forte senso morale, meglio dimostrato nell'episodio "La gemma dei superpoteri" in cui usa i superpoteri di nuova acquisizione per salvare le Giovani Marmotte dalla catastrofe, per poi rinunciarci volontariamente in nome del duro lavoro e dell'amicizia. In inglese è doppiato da Brian Cummings e in italiano da Massimo Corvo. 
Nel reboot, Tonty era un normale ragazzino ma dopo aver ottenuto l'eredità della sua defunta nonna è diventato un ragazzo eccentrico e rovinato dal denaro, tanto da trattare i genitori come dei servi. Qua fa "amicizia" con lui, approfittando del giorno del figlio unico spacciandosi come unico erede di Paperone e scopre la follia del ragazzo, tanto che viene quasi fatto prigioniero, finché poi Qui, Quo è Gaia non lo tirano fuori dai guai. Qua, con l'aiuto di Doretta e un'invenzione di Becchis, riuscirà a far sì che i suoi genitori gli tengano testa, dandogli la più che giusta punizione. Questo rende ufficialmente Tonty un nemico dei Paperi e pianifica un piano per togliere a Paperone la sua fortuna, ma Qua, imparando dagli errori dello zio, decide di far pace, e Tonty cessa di dargli il tormento. Viene doppiato da John Gemberling in inglese e da Gabriele Patriarca in italiano.
- Gloria Paperconchiglia (Mrs. Crackshell) è la madre teledipendente di Fenton. Nella serie del 1987 è pantofolaia e trasandata (in tutti gli episodi è sempre vista in pantofole, vestaglia e con i bigodini) pensa più alla televisione che al figlio. In un episodio instaura un buon rapporto di amicizia con uno smemorato Paperone. È doppiata in inglese da Kathleen Freeman e in italiano da Sonia Scotti. 
Nella serie del 2017 è chiamata Signora Cabrera è doppiata in inglese da Selenis Leyva e in italiano da Stella Gasparri ed è una madre protettiva, forte e premurosa (mantenendo però la passione per le telenovela), fa la poliziotta. Differentemente da Gloria, la Signora Cabrera viene inizialmente tenuta all'oscuro dell'identità di Robopap, ma ci arriva da sola quasi subito.
- Bubba Papero e Tootsie (Bubba Duck & Tootsie) sono rispettivamente un giovane ma forte cavernicolo e un cucciolo di triceratopo portati nel presente. Vengono adottati da Paperone all'inizio della seconda stagione, nell'arco narrativo de "Il tempo è denaro". Nel cercare di gabbare Famedoro, Paperone, Jet e i nipoti decidono di andare indietro nel tempo per fermare un trucco dell'avversario, ma finiscono nella preistoria dove salvano per caso Bubba da un T-Rex, da quell'esperienza, Bubba diventa riconoscente nei confronti di Paperone e lo segue fino nel presente, dove aiuterà Paperone a gabbare definitivamente Famedoro. Tootsie compare poco dopo Bubba, spaventata da un laser di Paperone e cadendo sul piede di Jet, questi inizia a gemere "il mio dituzzo", suggerendo a Bubba un nome per la piccola creaturina. Compaiono nelle stagioni successive e Bubba appare anche nel remake del videogioco, dove aiuta Paperone a proseguire un tratto dell'Everest. È doppiato in inglese da Frank Welker e in italiano da Fabrizio Manfredi, eccetto nell'episodio 78 dove è doppiato da Francesco Pezzulli.
Nel reboot, Bubba viene portato nel presente grazie a un'idea meschina di Qua, che voleva arricchirsi recuperando tesori mai ritrovati dal passato, ma trascinando accidentalmente con sé la gente del passato. Mentre, quindi, Qui tenta di studiarlo, Qua trascina altra gente dal passato, compresa Tootsie, che ha il comportamento di un normale triceratopo, che viene domato da Bubba, che stende gli ostili intrusi temporali, per poi essere rimandato nel passato portandosi dietro una mazza di legno della famiglia de' Paperoni, di cui si scopre essere il capostipite. È doppiato in inglese da Dee Bradley Baker e in italiano da Leslie La Penna.
- Dijon è un ladruncolo arabo che appare per la prima volta nel film. All'inizio appare come il piccolo e avido seguace di Merlock, ma diventa protagonista secondario negli ultimi episodi di Ducktales. È un ometto, forse un chihuahua, smilzo, poco intelligente e ossessionato dai soldi, tanto che tenta di nascondersi la refurtiva nei pantaloni. Verso la fine del film, Dijon entra in possesso della Lampada e desidera di possedere il deposito di Paperone, Merlock però gliela sottrae e lo trasforma, per la sua incompetenza, in un maiale. Quando però Paperone libera il genio, il desiderio di Merlock si annulla e Dijon torna normale dentro la cassaforte di Paperone, dove arraffa qualcosa prima di scappare a gambe levate (e pantaloni pieni) da Paperone. Riappare poi in tre episodi nell'ultima stagione della serie originale dove nel primo di questi episodi è al soldo di Cuordipietra e negli ultimi due (nonché ultimi dell'intera serie) rincontrerà il perduto fratello Poupon, un monaco che gli offre la possibilità di redimersi custodendo la magica oca d'oro, ma Dijon la ruba con conseguenze catastrofiche per il pianeta ma, non volendo separarsi ancora dal fratello, decide di redimersi per davvero, ma è costretto alla fuga per colpa dei Bassotti, riuscendo però a sistemare tutto all'ultimo secondo. Parla di sé in terza persona e, in originale, ha una parlata sgrammaticata. Doppiato in inglese da Richard Libertini e in italiano da Mauro Gravina in Zio Paperone alla ricerca della lampada perduta e da Oliviero Dinelli in DuckTales: Avventure di Paperi. 
Nel reboot appare nella seconda stagione come un giusto e saggio predone, rinominato Faris D'jinn (chiamato semplicemente dagli altri come Jinn), venendo rappresentato più alto e con un vestiario più elegante. Parla con un accento asiatico. Nel reboot è doppiato in inglese da Omid Abtahi e in italiano da Emiliano Coltorti.
- Piumina O'Drake e Fergus de' Paperoni (Downy O'Drake and Fergus McDuck): sono i genitori di Paperone. Nella serie del 1987 (chiamati semplicemente Mamma e Papà de' Paperoni, in quanto ancora privi di una caratterizzazione) appaiono nei flashback del passato del figlio, quando racconta ai nipoti di come divenne ricco. Sono doppiati in inglese da June Foray e Don Messick e in italiano da Gabriella Genta e Mario Bardella.
Nel reboot, differentemente dalla Saga di de' Paperoni, sono ancora vivi grazie a una maledizione provocata da Paperone mentre ristrutturava il castello di famiglia, di cui la coppia ne fa da guardiani. Inoltre, mentre Piumina risulta sempre premurosa e dolce come nei fumetti, Fergus ha un carattere più duro e arido nei confronti di Paperone (cosa che viene effettivamente rivelato nel fumetto di Don Rosa Una lettera da casa), ma solo affinché questi rivolga più attenzioni verso di loro e non verso il denaro. I due faranno pace quando non solo non troveranno il tesoro che il padre di Fergus, Dingus, ha nascosto altrove, ma anche quando Fergus rivela che (come Don Rosa scrisse) è stato lui a far sì che Paperone guadagnasse la Numero Uno. Sono doppiati in inglese da Ashley Jensen e Graham McTavish, in italiano da Barbara Sacchelli e Renato Cecchetto.
- Gandra Dee: la fidanzata di Fenton. Il suo nome è una parodia di quello dell'attrice Sandra Dee. Nella serie originale era una collega di Fenton alla fabbrica di fagioli. Fenton riuscirà a chiederle di uscire, scoprendo che anche lei è innamorata di lui. È doppiata in inglese da Miriam Flynn e in italiano da Loredana Nicosia. 
Nel reboot, Gandra ottiene un aspetto fisico e carattere più cartoonesco anziché mantenere quello sensuale dell'originale e, come Fenton, cambia piumaggio da bianco a marrone. È appassionata del punk-rock e non si vuole far mettere in piedi in testa da nessuno, motivo per cui ha abbandonato le industrie di Mark Becchis. Alla fine della seconda stagione si rivela essere un membro della F.O.W.L., ma si scopre anche essere dalla parte dei Paperi, avendo passato a loro le informazioni delle missioni di FOWL. Bradford lo scopre e la fa rinchiudere, proprio quando aveva annunciato pubblicamente il suo fidanzamento con Fenton. Nel finale viene poi liberata assieme a tutti gli altri prigionieri. È doppiata in inglese da Jameela Jamil e in italiano da Claudia Catani e Barbara Sacchelli.
- Genio (Gene the Genie): un giovane jinn che abita in una lampada in possesso di Paperone. Appare in Zio Paperone alla ricerca della lampada perduta, dove è il genio della lampada di Colli Baba che il predone rubo al terribile mago Merlock, che grazie a Genio ha desiderato l'immortalità e la distruzione di Pompei e Atlantide, ma, grazie a un suo amuleto, i suoi desideri, da tre, sono diventati infiniti. Paperone ritrova la lampada ma, non trovandola di alcun valore, la regala a Gaia e finirà per essere l'unico tesoro rinvenuto dalla spedizione, in quanto Merlock e Dijon rubano il resto del tesoro credendo che la lampada si trovi ancora nel mucchio. Tornati a casa, Qui, Quo, Qua e Gaia scoprono il Genio e fanno amicizia con lui, spacciandolo per un ragazzino normale agli occhi di Paperone, Tata e Archie. Quando poi Paperone scopre la sua vera identità, lo usa per riavere il tesoro di Colli Baba, ma viene inseguito da Merlock, che recupera la lampada e riprende i suoi piani di conquista del mondo. Dopo che il mago viene sconfitto da Paperone, questi desidera prima che tutto torni alla normalità e poi, impietosito dalla prigionia di Genio, decide di renderlo libero, permettendogli di giocare con i ragazzi. È doppiato in inglese da Rip Taylor e in italiano da Giorgio Lopez. 
Nel reboot, la sua lampada compare tra i cimeli di Paperone e il padrone originale era l'antenata di Djinn, che ha liberato il genio al suo interno in quanto innamorata di lui. Il predone, dopo averla persa, la rintraccia a Villa de' Paperoni e la chiede come suo regalo di compleanno, in modo da poter portare con sé il ricordo della sua famiglia. Nella terza stagione, però, il vero ed effettivo Genio, chiamato Gene, compare in un'altra lampada tra i tesori di Colli Baba e Paperino, accidentalmente, lo libera desiderano di avere normali problemi famigliari, ritrovandosi bloccato in una sitcom anni 1990 chiamata Quack Pack. In questa versione, Gene possiede lo stesso vestiario, gli stessi poteri, ma un piumaggio marrone e non più bianco. Dopo aver desiderato di tornare alla normalità e una foto di famiglia, la lampada del genio viene mantenuta tra i tesori di Colli Babà, ma viene più tardi rapito da Macchia Nera, che lo usa per alimentare di più il suo guanto. Nel finale, Lena riesce a liberarlo e scappa via. È doppiato in inglese da Jaleel White e in italiano da Nanni Baldini.
- Darkwing Duck: eroe della città di San Cannard e protagonista dell'omonima serie del 1991 che fa da seguito a DuckTales. È un papero eccentrico, ricco e esibizionista: anziché fermare il crimine perché è un bene morale, lo fa solo perché possa farsi notare dalla stampa. Proteggendo un'orfanella di nome Ocalina Waddlemeyer da una banda criminale, la adotta e assume l'identità in borghese di Drake Mallard. Assume Jet McQuack (appena licenziato da Paperone) come suo autista e assistente ed è talvolta affiancato con Robopap. 
Nella serie 2017, Darkwing è un personaggio televisivo impersonato da tale Jim Starling in una vecchia serie TV (un'allusione ad Adam West e al suo Batman). Quando Starling viene a sapere che faranno un film sulla sua serie, vuole impedire ai produttori di fare un revival senza di lui, diventando ossessionato dalla sua parte che tenta pure di far fuori il nuovo Darkwing, interpretato da un ragazzo di nome Drake Mallard, suo fan. Durante un momento di lucidità, però, Jim capisce i suoi errori e viene coinvolto in un'esplosione mentre salva Drake e Jet. Jim sopravvive all'esplosione ma, convinto che Drake lo volesse morto, diventa il malvagio Negaduck. Dopo la cancellazione del film, Drake Mallard decide di diventare un supereroe per davvero, ma viene spesso ignorato o preso in giro per il suo carattere megalomane, ottenendo finalmente un po' di ben meritata attenzione nell'episodio "Let's get dangerous".
Dalla serie originale compaiono nel reboot anche Megavolt, Quackerjack, Liquidator, Clorofix e Paddywhack, come personaggi dello show e successivamente, i primi quattro, sotto il nome di Cinici Quattro (vedi sotto), vengono evocati dalla dimensione della serie TV, mentre i Grandi Capi della F.O.W.L. (vedi a Bradford Buzzard), Negaduck (vedi sotto), Becco d'Acciaio (vedi sotto), Toros Bulba (vedi sotto) e Ocalina (vedi sotto) appaiono come personaggi reali.
Il Darkwing Duck del 1991 e Jim Starling sono doppiati da Jim Cummings in inglese e da Oliviero Dinelli e in italiano, mentre il Drake Mallard del 2017 è doppiato da Chris Diamantopoulos in inglese e in italiano da Alessandro Tiberi nel suo primo episodio, poi da Oliviero Dinelli nel secondo finale di stagione e da George Castiglia nella terza stagione.
  - Ocalina Waddlemeyer Mallard (Goosalyn Waddlemeyer Mallard): è una giovane oca, figlia adottiva di Darkwing Duck.
Nella serie Darkwing Duck, Ocalina era la nipote di uno scienziato che costruì, sotto ordine di Toros Bulba, un macchinario altera gravità, il RAMROD, ma morì prima che gli potesse rivelare la password. Toros, convinto che Ocalina, in quanto sua unica parente, ne fosse a conoscenza, ordinò ai suoi scagnozzi di rapirla, ma Darkwing la salvò e la portò al suo covo, scoprendo che, in effetti, suo nonno le ha detto la password sotto forma di ninna nanna. Tenendola al sicuro, Darkwing inizia a vedere un mondo dove non è necessario mettersi in mostra per soddisfare la propria sete di fama e, dopo aver sconfitto Toros, assume l'identità in borghese di Drake Mallard e adotta ufficialmente Ocalina, facendola sua assistente. In questa serie, Ocalina è una ragazzina dai capelli rossi e energica, dall'atteggiamento da maschiaccio, non temendo mai di sporcarsi le mani o di affrontare cose al di fuori della sua portata (spesso pentendosi di questo errore), per quanto non disprezzi cose dal gusto femminile o infantile. Darkwing è così affezionato a lei che quando Ocalina scompare misteriosamente nel nulla, Darkwing si deprime a tal punto dal diventare un feroce vigilante che punisce pesantemente la gente per i più piccoli crimini esistenti (come l'attraversare la strada senza guardare). Un altro esempio di questo amore, viene visto anche quando Darkwing incontra la versione del Negaverso di Ocalina, una fanciullina dolce e tenera, figlia di Negaduck (per quanto non le abbia mai intaccato il suo dolce sorriso), spingendo Darkwing Duck ad aiutare i soppressi del Negaverso. In questa serie è doppiata in inglese da Christine Cavanaugh e in italiano da Antonella Baldini.
Nel reboot di DuckTales, Ocalina rimane la nipote di uno scienziato (a cui viene dato il nome di Thaddeus Waddlemeyer) che lavorava al fianco di Toros nella creazione di un macchinario in grado di comunicare con le dimensioni dei mondi fittizi, anch'esso RAMROD. Scoperto però che la macchina è instabile, Thaddeus provò a intimare Toros di annullare il progetto, ma Toros lo gettò dentro una breccia dimensionale. Con la sua scomparsa, Ocalina sospetta che Toros possa averlo ucciso e cerca delle prove, attirando le attenzioni di Darkwing (Drake), che la scambia per una furfante e, "sventando" i suoi piani, riesce a farsi notare da San Cannard. Ocalina poi gli spiega la situazione e, per quanto scettico, Drake prova a fidarsi di lei, scoprendo così che Toros è effettivamente un criminale, il quale, per fermarli, evoca dal RAMROD i malvagi della serie di Jim Starling. Con la città a soqquadro, Ocalina pensa che Darkwing stia cercando di evitare lo scontro, iniziando a perdere fiducia in lui, specie quando, fino a poco fa, desiderava affrontare un supercriminale. Quando poi Jet le fa notare che nella vita reale queste cose hanno una gravità che la finizione non può emulare, oltre al fatto che Darkwing sta cercando ininterrottamente un modo per riportare suo nonno indietro, nonostante paia impossibile, Ocalina si scusa con Drake. Quando poi il RAMROD si sovraccarica, a Ocalina viene data una scelta: continuare a cercare suo nonno o distruggere la macchina per salvare il tessuto spaziotemporale, per quanto significhi non rivedere più il suo unico parente. A malincuore, Ocalina distrugge la macchina e Drake, per sollevarle il morale, l'adotta e la fa sua assistente, promettendo che chiederà ai suoi amici scienziati di trovare una soluzione alternativa per il ritrovamento di Thaddeus. In questa serie, Ocalina ha un piumaggio più grigio, di carattere è adulta, ma talvolta impulsiva. È doppiata in inglese da Stephanie Beatriz e in italiano da Antonella Baldini.

### Esclusivi della serie del 1987
- Ammiraglio Grimitz (Admiral Grimitz) è il comandante della portaerei su cui Paperino è un guardiamarina. Si arrabbia sempre per le rischiose acrobazie di Paperino e gli piace giocare con attrezzature militari distruttive. La sua voce originale è basata su John Wayne mentre il suo nome è una parodia dell'ammiraglio Chester Nimitz. Fa diverse apparizioni nella prima stagione della serie, in cui è doppiato in inglese da Peter Cullen e in italiano da Mario Bardella. Appare anche in un episodio di Quack Pack - La banda dei paperi, dove deve far concludere a Paperino una giornata in Marina, prima di poterlo congedare, temendo il peggio.

### Esclusivi della serie del 2017
- Lena Sabrewing (precedentemente Lena DeSpell[a 1][12]), è l'ombra di Amelia (l'ombra, nella serie originale, era stata antagonista per un episodio). Appare per la prima volta nell'episodio "Il compleanno di Mamma Bass" come un'adolescente intelligente e apparentemente spensierata che fa amicizia con Gaia. In segreto, tuttavia, tenta di conquistare la fiducia dei paperi per ottenere l'accesso alla Numero Uno di Paperone per conto di sua "zia" Amelia. Col prosieguo della prima stagione, Lena diviene sempre più combattuta tra i piani malvagi di sua zia e la sua crescente amicizia con Gaia. Quando finalmente Lena decide di schierarsi con i paperi, Amelia diventa abbastanza forte da possedere il suo corpo, pochi istanti prima che abbia la possibilità di dire a Paperone la verità. Nel finale della prima stagione, i paperini scoprono che Lena in realtà è un'ombra creata da Amelia per vendicarsi di Paperone e liberarsi. Durante la battaglia finale, Lena è in grado di reagire ad Amelia, ma finisce per sacrificarsi per proteggere Gaia. In seguito continua a vegliare su Gaia dal "regno delle ombre" che, con l'aiuto della nuova amica Violet, è in grado di riportarla nel mondo dei vivi. In "Un sogno misterioso", Lena combatte con gli incubi di diventare Amelia mentre è ancora la sua ombra e organizza un pigiama party con Gaia, Violet e i ragazzi per tenersi sveglia. Dopo averli intrappolati accidentalmente in un sogno condiviso con i poteri di Amelia e aver quasi perso sé stessa quando la strega invade il sogno, viene salvata dai suoi amici che riescono a sconfiggere Amelia, aiutandola a rendersi conto che non ha bisogno di Amelia e a superare la sua paura di diventare lei. Fa una piccola apparizione ne "L'invasione lunare", dove assiste il contrattacco di Paperone contro i Lunari con la sua magia. A partire dalla terza stagione, Lena viene adottata dalla famiglia di Violet e, dopo un allenamento con Amelia e uno scontro con Macchia Nera, padroneggia il suo vero potere magico, non avendo più bisogno del suo amuleto. È doppiata in inglese da Kimiko Glen[13] e in italiano da Joy Saltarelli.
- Manny, l'uomo-Cavallo Senza Testa (Manny the Headless Man-Horse) o il Cavallo Senza Testa dell'Apocalisse, è appunto un cavallo senza testa che cammina sugli zoccoli posteriori. Apparteneva al Cavaliere senza testa prima che Paperone riuscisse a pietrificarlo. Dopo essere stato liberato dai nipotini, inizialmente li attacca ma Paperone, tra un'azione e l'altra, gli mette addosso la testa di una sua statua, rendendolo "normale". Successivamente lo si vede spesso lavorare come secondo assistente di Archimede. Nel finale si scopre essere un Cavallo dell'Apocalisse e che possiede una testa e delle ali da pipistrello. Di solito comunica tramite il Codice Morse con gli zoccoli ma nell'ultimo episodio acquisisce la capacità di parlare dopo aver riavuto la sua testa. Viene doppiato da Keith David. L'aspetto finale del personaggio è stato rivelato essere una citazione del cartone animato Gargoyles - Il risveglio degli eroi [14].
- Cicognercole (Storkules) è un semidio (divenuto poi un dio completo) di Itaquack, figlio del re degli dei Zeus. Ha le fattezze di una cicogna muscolosa ed è l'unica divinità greca ad avere il nome diverso da quello reale; è tanto gentile, quanto sbadato e distratto. Fece amicizia con Paperino, quando ancora girava il mondo con sua sorella e suo zio, e pur non dichiarandolo mai apertamente, anche Paperino gli vuole effettivamente bene. Per un breve periodo, nella seconda stagione, Cicognercole viene scacciato da Itaquack da Zeus per aver attirato, con la musica del suo mandolino, delle arpie. Per dimostrarsi responsabile e adulto, si trasferisce da Paperino e trova un lavoro alla Qua Inc., in qualità di cacciatore di Arpie, che lo hanno seguito a Paperopoli. Torna poi a Itaquack poco prima degli eventi dell'invasione lunare, dove il padre gli impedisce di combattere al fianco dei Paperi. Successivamente, insieme a Selene, riesce a legare Zeus e, con la sua forza, a riportare la Terra alla sua orbita originale. Doppiato in inglese da Chris Diamantopoulos e in italiano da Alessandro Budroni.
- Violet Sabrewing: è una giovane colibrì che fa amicizia con Gaia nella seconda stagione. Gaia tenta inizialmente di evitare discorsi anormali, temendo possa fare la stessa fine di Lena, mentre questa scopre il suo amuleto in possesso di Violet, iniziando a credere che, come lei, stia usando Gaia per giungere a Paperone. In effetti, Violet fa amicizia con Gaia non per disinteresse, ma proprio perché l'aiuti a entrare in questo mondo anormale quando lei ha vissuto cercando di essere razionale, finché Amelia non ha dato vita alle ombre dei paperopolesi. Quando poi viene svelata la verità e Violet salva Gaia con l'aiuto di Lena, le tre riescono a ridare all'ombra un corpo tutto suo. È doppiata in inglese da Libe Barer e in italiano da Virginia Brunetti.
- Paperoga (Fethry Duck): cugino combinaguai di Paperino. Come per Della, questa è la prima volta che Paperoga appare sullo schermo (era però apparso in un cameo di un fumetto della serie originale). Appare nella seconda stagione come guardiano del centro di ricerca subacqueo di Paperone. A differenza dei fumetti si dimostra alquanto furbo e intelligente anche se comunque è imbranato. Doppiato in inglese da Tom Kenny e in italiano da Edoardo Stoppacciaro.
- José Carioca e Panchito Pistoles: sono, rispettivamente, un pappagallo brasiliano e un gallo messicano, vecchi amici di Paperino con cui avevano formato una banda musicale in gioventù, i Tre Caballeros. Successivamente, ognuno è andato per la propria strada: José è diventato un hostess, ma si è vantato con gli amici di essere una guida turistica, e Panchito suona alle feste per bambini, ma si vanta di essere una rockstar. Quando i Caballeros si rincontrano, Paperino, non volendo fare brutta figura, si vanta di aver ereditato il patrimonio del suo "vecchio e decrepito" zio. Tuttavia, è costretto a rivelare la verità e così fanno gli altri due, decidendo quindi di rimettere insieme la banda e riprovarci con serietà.
 Doppiati rispettivamente in inglese da Bernardo De Paula e Arturo Del Puerto, e in italiano da Piero Di Blasio e Paolo De Santis.
- Paperina (Daisy Duck): la papera ricompare nel reboot come assistente di Emma Glamour, da cui tenta sempre di farsi notare per i suoi strabilianti vestiti fatti a mano, tuttavia, i Caballeros la bloccano in ascensore con Paperino in modo che gli possa rubare il pass, ma Paperina scopre tutto e si arrabbia con lui. Tuttavia, col passare del tempo, i due iniziano a vedere l'altro in maniera diversa e Paperino scopre pure che Paperina riesce a comprenderlo perfettamente nonostante la sua terribile parlantina (si scopre da un suo POV che lei proprio lo sente con una voce diversa), finendo con l'innamorarsi l'uno dell'altra. È doppiata in inglese da Tress MacNeille e in italiano da Laura Lenghi.
- Zan Gufenson (Zan Owlson): la segretaria di Famedoro. Si è laureata alla facoltà di economia di Topolinia e ha poi trovato lavoro da Famedoro, che ha sostituito durante la sua scomparsa. Cerca sempre di trattenere Famedoro dal compiere pazzie (e piani diabolici), nel tentativo di tenere assieme l'immagine della compagnia. Dopo che Qua vince la sua compagnia, Gufenson si ritrova a lavorare per il paperotto, ma deciderà più tardi di licenziarsi e diventare lei stessa una milionaria, diventando poi il sindaco di San Cannard. Il suo nome è basato sulla produttrice della serie, Suzanna Olson. Doppiata in inglese da Natasha Rothwell e in italiano da Elisa Angeli e Barbara Berengo Gardin.
- Il Tenente Penumbra, soprannominata Penny da Della, è la luogotenente di Lunaris, inizialmente diffidente e ostile nei confronti di Della, in quanto la credeva una spia. Quando i suoi concittadini rivolgono le attenzioni sulle "storielle" di Della, Penumbra decide di rimandarla a casa prima del dovuto, mettendola a bordo della sua nave che aveva appena acceso. Quando però Lunaris mente, dicendo che Della era davvero una traditrice come Penumbra pensava, le ordina di stare zitta e la aumenta di grado. Penumbra, però, all'arrivo di Paperino, ne approfitta per mandare un messaggio a Della per avvisarla dell'invasione, dando poi il colpo di grazia alla navetta di Lunaris e trasferendosi sulla Terra. È doppiata da Julie Bowen in inglese e da Laura Romano in italiano.
- 2BO/B.O.I.D. (B.O.Y.D.), ossia Becchis Ottimista Incredibile Droide (Beaks Optimistic Youth Droid) poi cambiato in Bambino Onesto Integro e Disponibile (Be Only Yourself, Dude): è un piccolo robot dalle fattezze di un ragazzino. È una caricatura di Astro Boy. Fu una delle prime creazioni di Archimede, che creò sotto l'ala del suo maestro, il Dr. Akita. Inizialmente pensato come un sistema di protezione, con Archimede che lo trattava come un vero bambino, nonostante gli avvertimenti di Akita, ma fu proprio quest'ultimo che lo riprogrammò per mettere a ferro e fuoco Tokyolk, alle spalle di Archimede. Da questa esperienza, Archimede si convincerà che tutto ciò che crea è malvagio. Quando fu poi fermato, 2BO andò disperso, venendo poi ritrovato da Becchis nella discarica di Paperopoli, soprannominandolo BOID e spacciandolo come suo figlio (dato che si assomigliano molto) alla festa di Tonty. Quando la verità su BOYD viene scoperta, BOID viene prima riprogrammato da Tonty, che lo imposta come arma, poi Qua lo riprogramma a sua volta per farlo tornare alla funzione di bambino, venendo quindi adottato dai genitori di Tonty. BOID diventa anche una GM e diventa amico di Qui, con il quale scoprirà le sue origini e chi fu il vero responsabile della distruzione di Tokyolk, rassicurando Archimede, che smette di essere cinico e diventa più gentile. Doppiato in inglese da Nicolas Cantu nella seconda stagione e da Noah Baird nella terza mentre in italiano da Alessandro Carloni.

## Antagonisti

### Cuordipietra Famedoro
Cuordipietra Famedoro (Flintheart Glomgold) è uno degli antagonisti principali della serie, l'acerrimo nemico-rivale di Paperone e il secondo papero più ricco del mondo. Cuordipietra solitamente architetta piani per guadagnare più denaro, spesso a spese di Paperone, al fine di superarlo e conquistare il titolo di "papero più ricco del mondo". Mentre i fumetti lo rappresentavano come originario del Sudafrica, la sua origine fu cambiata in discendenza scozzese proprio come Paperone. È doppiato in inglese da Hal Smith, mentre in italiano da Romano Ghini nella maggior parte della serie e da Paolo Buglioni (episodi 4x02-4x07).
Nella serie 2017 dirige le Industrie Famedoro e guadagna la sua fortuna con il personal branding, preferendo sviluppare i suoi prodotti nel modo più economico possibile. Viene rappresentato mentalmente più infantile e ossessivo, invece che spietato, subdolo e perfido come nell'originale. Le sue origini vengono confermate essere sudafricane, tuttavia, quando Paperone tentò di emulare su di lui gli effetti che ebbe con la Numero Uno, pagandolo con un decino americano dopo che gli aveva lustrato le ghette, il piccolo Famedoro, all'epoca chiamato Duke Salame (Duke Baloney in originale, omaggio al personaggio del Duca di Baloney apparso nella storia Paperino e il cenone di Natale del 1953), si offese e gli rubò del denaro, con cui si fece una nuova identità in Famedoro, con l'obbiettivo di farla pagare a Paperone surclassandolo in tutto, compreso nell'essere più scozzese. In questa serie è doppiato in inglese da Keith Ferguson e in italiano da Stefano Brusa.

### Amelia
Amelia, la fattucchiera che ammalia (Magica De Spell) è una potente e malvagia strega napoletana costantemente a caccia della Numero Uno di Paperone, in quanto vuole usarne i presunti poteri magici per i suoi fini, e una degli antagonisti principali della serie.
Nella serie del 1987 è raffigurata fedelmente alla sua versione fumettistica, fatta eccezione per l'obbiettivo e il covo: invece che avere il tocco di Mida, Amelia vuole impossessarsi della Numero Uno per aumentare i suoi poteri, salvare il fratello e dominare il mondo; il suo covo, invece che una casetta (o un castello) sul Vesuvio è il vulcano stesso che ha le sue fattezze (ed è circondato dal mare). È doppiata in inglese da June Foray e in italiano da Gabriella Genta.
Nella serie del 2017, si scopre solo che nutre un profondo odio per il Clan de' Paperoni. Nel primo finale di stagione, si viene a sapere che durante uno scontro al Vesuvio con Paperone, Amelia aveva cercato di intrappolarlo nella sua Numero Uno, ma Paperone gli aveva ritorto contro l'incantesimo e fu lei a finire nel decino, lasciandosi dietro l'ombra e la sua bacchetta, le quali divennero, rispettivamente, Lena e un amuleto. Con la sua ultima parte rimasta, Amelia dà consigli e ordini a Lena, che considera come una nipote, ma quest'ultima inizia a ribellarsi e Amelia prende il controllo del suo corpo e così riesce a riprendersi la Numero Uno e il suo corpo, per poi riportare normale Lena, dopodiché si vendica su Paperone intrappolandolo nella moneta. I nipotini riescono a fermarla e a salvare Paperone, che rompe il suo scettro, privandola dei poteri. Per cercare di riottenerli, Amelia tenta di convincere, senza successo, Lena a riunirsi a lei. Nella terza stagione, istruisce quest'ultima nel padroneggiare con la magia per contrastare Macchia Nera e, con Lena che non necessita più dell'amuleto, come fonte della sua magia, Amelia lo riprende, ritornando verde e magica. Nel penultimo episodio viene mostrata l'origine del suo odio per Paperone, che, pur supplicato, si è rifiutato di aiutarla a salvare il fratello, per errore trasformato in corvo durante lo scontro, permettendogli di volare via sparendo per sempre. In questa serie è raffigurata più alta, con i capelli corti e un vestiario nuovo più accattivante. È doppiata in inglese da Catherine Tate e in italiano da Ludovica Modugno e Franca D'Amato negli ultimi episodi.

#### Gennarino
Gennarino (Poe De Spell), è il fratello di Amelia, trasformato in un corvo non antropomorfo e impossibile da ripristinare alla sua forma originaria tramite la magia convenzionale. Data l'assenza di Poe De Spell nelle storie italiane, gli è stato dato il nome di Gennarino (in inglese noto come Ratface) in quanto più localmente popolare tra i due corvi. È doppiato in inglese da Frank Welker e in italiano da Massimo Corvo.
Nel reboot, Poe ricompare, nella sua forma originale (vagamente rassomigliante al Conte Dacula) nel penultimo episodio della serie dove, assieme alla sorella, era solito terrorizzare i villaggi ed era colui che la tratteneva dal compiere azioni troppo drastiche. Trasformato per errore in un corvo da Amelia durante lo scontro con Paperone, vola via da una finestra sparendo per sempre. È doppiato da Martin Freeman e in italiano da Pino Ammendola.

### Banda Bassotti
La Banda Bassotti (Beagle Boys) è una grande famiglia criminale composta da cani, che cerca costantemente di rapinare banche o il Deposito di Paperone.
Nella serie del 2017 i Bassotti di sesso maschile sono tutti doppiati da Eric Bauza.
I Bassotti principali che appaiono nella serie sono:
- Mamma Bass (Ma' Beagle) è la madre e capo della banda e una degli antagonisti principali della serie. Avendo più esperienza dei figli, prende il comando quando è con loro. Nella serie del 1987 è doppiata in inglese da June Foray e in italiano da Paola Giannetti, Manuela Andrei e Cristina Grado[16], mentre in quella del 2017 (dove si scopre che il suo nome è Catherine Bass) è doppiata in inglese da Margo Martindale da adulta e da Emma Sloans Jacobs da bambina e in italiano nuovamente da Paola Giannetti da adulta e da Perla Liberatori da bambina.
- Pico Bass (Bigtime Beagle) è un bassotto piccolo e molto astuto. È il secondo in comando e guida i fratelli quando Mamma non è nei paraggi. Nella serie del 1987 è doppiato in inglese da Frank Welker e in italiano da Massimo Corvo, Piero Tiberi e Vittorio Amandola[16], mentre in quella del 2017 è doppiato in inglese da Eric Bauza e in italiano da Luigi Ferraro. Nell'ultimo episodio della serie dell'87 è erroneamente chiamato Napoleon Bass, che è il nome di un altro Bassotto (il più raffinato).
- Burger Bass (Burger Beagle) è un bassotto piuttosto stupido e sempre affamato, nella serie del 2017, però, è solo smilzo e taciturno. Nella serie del 1987 è doppiato in inglese da Chuck McCann e in italiano da Marco Guadagno e Massimo Corvo[16], mentre in quella del 2017  in italiano da Leslie La Penna.
- Boxy Bass (Bouncer Beagle) è un bassotto forte e piuttosto perfido che serve da forza bruta per il gruppo. Nella serie del 1987 è doppiato in inglese da Chuck McCann e in italiano da Marco Guadagno (st. 4), mentre in quella del 2017 (dove sfoggia un aspetto muscoloso come quello di Banco Bass) in italiano ha la voce di Paolo Marchese.
- Bamba Bass (Baggy Beagle) è un bassotto tonto e trasandato: i suoi vestiti sono pure larghi. È poco sveglio, più di suo fratello Burger, compare solo nella serie del 1987. È doppiato in inglese da Frank Welker, e in italiano da Maurizio Mattioli e Fabrizio Vidale[16].
- Banco Bass (Bankjob Beagle) il bassotto più muscoloso nella serie del 1987, fa da vice di Pico Bass. Nella serie 2017, Boxy Bass prende in prestito il suo aspetto ma Banco appare in un flashback. È doppiato in inglese da Peter Cullen e in italiano da Paolo Buglioni e Romano Ghini[16].
- Bimbo Bass (Babyface Beagle), detto Numero Uno, è il bassotto più giovane. Compare spesso con Banco Bass. Indossa dei vestiti da bambino (con maniche ricamate e un capellino con elica) e presenta una personalità piuttosto infantile. Nella serie 2017 appare in un flashback. È doppiato in inglese da Terry McGovern e in italiano da Mauro Gravina[16].
- Boogie Bass (Bugle/Bebop Beagle),  detto Bebop, è il bassotto meno combattivo, ma molto alla moda, spesso accompagna Banco Bass. Appassionato di musica disco e pop, porta occhiali da sole e un basco. Nella serie 2017 appare in un flashback. È doppiato in inglese da Brian Cummings e in italiano da Ernesto Brancucci e Massimo Rinaldi[16].
- Megabyte Bass (Megabyte Beagle) il cervello della famiglia, apparso solo in Super Duck Tales. È la controparte animata di Intellettuale-167, ma ha un aspetto più magro e porta un farfallino oltre al cappello da laureato e gli occhiali. È doppiato in inglese da Frank Weller.
- Magoscuro Bass/Nik Notturno (Black Arts Beagle/Nik Nokturne) un bassotto esclusivo della serie 2017. Dedito alle arti oscure, si finge un normale prestigiatore ma in realtà è talmente bravo da evocare il fantasma di Archie. È inoltre l'unico bassotto ad avere una carnagione grigia. Come altri bassotti in originale ha la voce di Bauza, mentre in italiano il suo doppiatore è Valerio Sacco.
- Nonno Bass (Grandpappy Beagle) nonno di Mamma Bass e primo capo della banda. Appare in due flashback nella serie 2017, uno dove perde una sfida contro Paperone per il possedimento della città, mentre nell'altro lo deruba affiancato da Banco Bass, Bimbo Bass e Boogie Bass durante una festa di Natale. È doppiato in italiano da Leslie La Penna.

### Altri nemici
- El Capitan è l'antagonista principale dell'arco narrativo iniziale della serie originale, Il tesoro del sole d'oro. È un vecchio e decrepito cane di origini spagnole, ossessionato dall'oro, in particolare del leggendario tesoro del Sole d'oro che cerca da più di seicento anni, sopravvivendo con la sola forza di volontà. Viene brevemente citato nella serie 2017. Doppiato in inglese da Jim Cummings e in italiano da Renzo Stacchi.
- Pietro Gambadilegno è uno dei più famosi criminali di Topolinia, che se la vede in alcuni episodi con Paperone nella serie del 1987. Il vero e proprio Gambadilegno, però, compare solo in due episodi: "La perla del potere" e "Avventura sui mari" e in entrambi gli episodi è affiancato dal suo braccio destro Sgrinfia. Doppiato in inglese da Will Ryan e in italiano da Renato Cortesi.
- Macchia Nera (Phantom Blot) è un astuto e malvagio criminale di Topolinia, che appare (per la prima volta sullo schermo) in un unico episodio della serie del 1987: "Macchia Nera e l'aereo invisibile". In questa versione Macchia non solo sfoggia una bocca sulla parte esterna del suo mantello, ma anche un carattere megalomane. Nella serie del 2017 appare come membro della FOWL e acerrimo nemico della magia, avendo Amelia devastato il suo villaggio natale. È armato di un guanto che assorbe la magia ed è accompagnato da una pimpante scagnozza di nome Pepper. È doppiato in inglese da Frank Welker (nella serie del 1987) e da Giancarlo Esposito (nella serie del 2017) e in italiano da Gianni Williams (nella serie del 1987) e da Dario Oppido e Leslie La Penna (in quella del 2017).
- John D. Rockerduck è un giovane rivale di Paperone ai tempi della corsa all'oro. Come per Della e Paperoga, questa è la prima volta che Rockerduck appare sullo schermo. Appare nella seconda stagione del reboot (era però apparso anche in alcuni fumetti della serie originale) come un furfante magnate di città, che ruba le ricchezze delle cittadine del Far West con la promessa di farle diventare metropoli per poi tenersi tutti i profitti per sé. Si scopre alla fine della seconda stagione che è stato ibernato dalla F.O.W.L. per scopi nefasti. Doppiato in inglese da John Hodgman e in italiano da Sergio Lucchetti.
  - Jeeves è la fedele guardia del corpo di Rockerduck. Nel reboot viene rappresentato grande, violento e muscoloso e con i denti di ferro. Pur essendo ispirato a Lusky (di cui riprende il nome inglese), il personaggio del cartone si rivela meno fedele a Rockerduck, risultando facilmente corruttibile. Ha continuato per conto suo il lavoro di Rockerduck come membro della FOWL per anni, mentre era congelato, risultando con un aspetto provato da battaglie e pieno di cicatrici. Doppiato in inglese da Keith Ferguson e in italiano da Alessandro Ballico.
- Merlock (Merlock the Magician) è un potente e crudele lupo stregone che usa un talismano verde per trasformarsi in diversi animali (non antropomorfi). Lo stregone è l'antagonista principale del film Zio Paperone alla ricerca della lampada perduta, nel quale cerca di trovare la lampada magica e ottenere desideri illimitati combinandola con il talismano. Alla fine del film cade nel vuoto, ma è improbabile che sia morto. Successivamente il personaggio è apparso nei videogiochi Legend of Illusion Starring Mickey Mouse e Paperino: Operazione Papero, in quest'ultimo gioco si scopre che la sua immortalità gli ha garantito di sopravvivere alla caduta nel film. Alla fine del gioco, Merlock viene battuto definitivamente, diventando un bebè o venendo consumato dall'assenza di magia (in base alle diverse versioni). È stato doppiato in inglese da Christopher Lloyd nel film e da Corey Burton in Paperino: Operazione Papero, mentre in italiano da Pietro Biondi in entrambe le occasioni.
Nella serie 2017 viene menzionato in un libro di magia nera in possesso di Gaia.
- Drake Von Vladstone, alias il Conte Dracula Duck, è il boss finale del videogioco DuckTales. È un vampiro transilvaniano che viene resuscitato da Amelia. Nel gioco originale per NES, ha una normale pattern d'attacco, in cui vola sotto forma di pipistrello. Nel remake, ha molte più forme e molte più fasi di attacco. In ambo le versioni, alla sua sconfitta, Paperone deve sbrigarsi nel raggiungere le sue ricchezze (nella versione NES) o la Numero Uno (nel remake) prima di Amelia e Famedoro. È doppiato, nel remake, da Frank Welker.
- Mark Becchis (Mark Beaks) è un giovane miliardario iscritto al club dei miliardari di Paperopoli che ha fatto la sua fortuna grazie a internet e alle nuove tecnologie. Sembra più attaccato alla sua immagine che al denaro e passa la maggior parte del suo tempo a farsi selfie e a postarli sui social, persino quando è in pericolo. Passa il suo tempo a cercare di carpire e rubare le invenzioni di Archimede, con lo scopo di possedere Robopap. È doppiato in inglese da Josh Brener e in italiano da Francesco Pezzulli.
- Il Generale Lunaris è l'antagonista principale nella seconda stagione della serie reboot. È il leader degli alieni Lunari, apparentemente gentile e saggio, che accoglie Della nella sua città, Tranquility, in modo che possa prendere quanto oro gli serva per riparare la sua nave e tornare a casa, ma poi ingannerà e istigherà il suo popolo contro la Terra, non volendo vivere nella paura come il padre. Nel suo piano di trasformare la Terra nel satellite della Luna, ironicamente finirà col rimanere alla deriva nell'orbita terrestra su una navicella come una seconda luna. È doppiato da Lance Reddick in inglese e da Dario Oppido in italiano.
- Bradford Buzzard è uno degli antagonisti principali della serie reboot e la primissima Giovane Marmotta, essendo sua zia la fondatrice. È un anziano avvoltoio e il presidente del consiglio di amministrazione di Paperone, affiancato dai suoi fratelli minori, Buford e Bentley, noti come i Fratelli Buzzard. Di solito tentano di convincere Paperone a tagliare le spese in aree che considerano inutili, ma dalla seconda stagione si scoprono essere i capi supremi della FOWL, intenzionati a estirpare l'avventura e il caos dal mondo, a qualunque costo. È doppiato in inglese da Marc Evan Jackson e in italiano da Roberto Draghetti nelle prime due stagioni e da Dario Oppido nella terza.
- Becco d'acciaio (Steelbeak): è un membro élite della FOWL e un altro personaggio originale di Darkwing Duck, dove era anche uno dei migliori membri della stessa organizzazione. Come dice il nome, è un gallo con una protesi di ferro al posto del becco, perso in una non specificata missione. Nel reboot di DuckTales, è uno degli antagonisti della terza stagione, dove ha una personalità da "tutto muscoli e niente cervello", mostrandosi più un bullo violento che il carismatico criminale che era in Darkwing Duck. Viene doppiato da Jason Mantzoukas in inglese e Stefano Alessandroni in italiano.
- Toros Bulba (Taurus Bulba): primo antagonista di Darkwing Duck e antagonista secondario del reboot di DuckTales. In entrambi è un nuovo membro della FOWL. È un toro dalla carnagione blu, caratterizzato da una grande forza e un carattere molto sicuro di sé. Nella serie di Darkwing Duck, Toros era l'antagonista dell'episodio pilota, in cui era un criminale la cui base operativa è proprio la cella in cui è rinchiuso che, all'insaputa di tutti, è in realtà un ufficio volante. In entrambe le serie, si appropinqua del RAMROD, un macchinario creato dal nonno di Ocalina, per i suoi scopi nefasti. È doppiato in inglese da James Monroe Iglehart e in italiano da Alessandro Rossi.
- Airone Nero (Black Heron): è una spia della FOWL, nonché co-fondatrice dell'associazione. Si era impossessata, in passato, di una piuma di Paperone per clonarlo in Emy (alias Gaia), più tardi creerà altri due cloni (Ely ed Evy). È caratterizzata da un braccio bionico che tende a perdere spesso nelle missioni. È doppiata in inglese da April Winchell e in italiano da Emanuela Rossi.
- Negaduck: antagonista principale di Darkwing Duck, il suo doppleganger. Nella serie originale proviene di una dimensione parallela, il Negaverso, una versione distopica del mondo normale da lui governato con pugno di ferro e violenza. È così malvagio che non appena ode la parola "coniglietto" tira fuori un fucile per abbatterlo. Una delle sue tipiche armi è una motosega e lavora spesso da solo, ma si allea di tanto in tanto con i Cinici Quattro. Nel reboot di DuckTales, Jim Starling finisce con l'impazzire e diventare malvagio, ma tale rivelazione non viene poi continuata nella serie. Doppiato in inglese da Jim Cummings e in italiano da Oliviero Dinelli.
- Cinici Quattro/Cinque (Fearsome Four/Five): antagonisti primari, assieme agli agenti della FOWL, di Darkwing Duck. Sono quattro membri, occasionalmente affiancati da Negaduck: Quackerjack, Megavolt, Liquidator e Clorofix. Quackerjack è doppiato da Michael Bell in inglese e da Oreste Baldini in italiano; Megavolt è doppiato in inglese da Dan Castellaneta e Keith Ferguson e in italiano da Fabrizio Manfredi; Liquidator è doppiato in inglese da Jack Angel, Corey Burton e Keith Ferguson e da Mauro Bosco in italiano; Clorofix è doppiato da Tino Insana in inglese e da Vittorio Battarra in italiano.
- Don Massacre (Don Karnage) è l'antagonista principale della serie TaleSpin, dove era nemico giurato di Baloo a Cape Suzette. Appare in alcuni episodi della serie 2017 come pirata dell'aria, derubando le sue vittime cantando e ballando con la sua ciurma, mentre tenta con ardore di vendicarsi di Quo per averlo ammutinato una volta. Doppiato in TaleSpin da Jim Cummings e in DuckTales da Jaime Camil in inglese e da Oliviero Dinelli in italiano.

## Annotazioni
1. ↑  Come dichiarato da Frank Aragones (story editor della serie) sul suo sito, il personaggio fu inizialmente presentato con il cognome placeholder LeStrange per tenere segreta la sua parentela con Amelia [11]